# Louise Frevert
Louise Frevert född 31 maj 1953 i Frederiksberg, Danmark, är en dansk skådespelare och politiker. Hon var tidigare medlem av Det Konservative Folkeparti och DF och representerade partiet i det danska Folketinget. Hon lämnade dock partiet efter en schism den 8 maj 2007 och fortsatte i Folketinget först som politisk vilde och sedan som representant för Centrum-Demokraterne från den 28 september till Folketingsvalet den 13 november 2007. I valet representerade hon istället Centrum-Demokraterna som dock inte fick tillräckligt många röster för att komma in i Folketinget. Hon arbetar numera i en guldsmedsbutik i Köpenhamn.
Innan hon blev invald i Folketinget satt hon i många år som folkvald i Köpenhamns kommunfullmäktige. Innan den politiska karriären var hon en professionell magdansös. 1970 uppträdde hon för Irans shah Mohammad Reza Pahlavi. Hon har uppträtt som dansare med Debbie Cameron vid Eurovision 1981. Frevert har också arbetat som porrskådespelare och medverkade i ett antal filmer som producerades av filmbolaget Color Climax. I sitt tredje äktenskap lever Louise Frevert i ett registrerat förhållande med en annan kvinna. Hon är dessutom mor till fyra barn.

## Filmografi (urval)
- 1977 – Molly –  familjeflickan
- 1975 – Justine och Juliette
- 1975 – I tvillingarnas tecken